# Turner 5
Turner 5 è una grande associazione stellare di scarsa concentrazione visibile in direzione della costellazione della Macchina Pneumatica, sul confine con la Bussola e le Vele.
La sua osservazione amatoriale è praticamente impossibile, poiché le sue componenti stellari si confondono completamente nel campo stellare in cui si trova; si tratta di una debole associazione situata ad una latitudine galattica molto elevata alla distanza di circa 2300 parsec (7500 anni luce), pertanto al di fuori del piano galattico. Questa distanza corrisponde anche alla parte più esterna e remota del Braccio di Orione, al di là del Vela Molecular Ridge e in corrispondenza del resto di supernova Puppis A, sebbene a una differente latitudine galattica.
Turner 5 conta 37 probabili componenti di magnitudine compresa fra l'ottava e l'undicesima; la componente più luminosa è HD 82872, probabilmente una supergigante rosso-arancione, di magnitudine 8,92, seguita da un'altra stella di magnitudine 9,20 e dalla variabile T Antliae. T Antliae è una Cefeide classica di classe spettrale F6Iab, ossia una supergigante gialla, le cui escursioni di luminosità sono comprese fra le magnitudini 8,88 e 9,82 con un periodo di 5,898 giorni. Le restanti componenti sono quasi esclusivamente di classe B e sono sparse su un'area di 2,8° di diametro, equivalenti a 112 parsec (365 anni luce); ciò rende Turner 5 simile ad un'associazione stellare molto dispersa o ad un ammasso aperto completamente disgregato.